# Halford III: Winter Songs
Halford III: Winter Songs es el tercer álbum de estudio de la banda estadounidense de heavy metal Halford, publicado en 2009 por Metal God Entertainment. Es la única producción de la agrupación que posee una temática navideña, ya que la gran mayoría de las canciones son villancicos que fueron arreglados por Rob Halford y Roy Z. El disco alcanzó el puesto 26 en la lista estadounidense Top Heatseekers y durante la primera semana de su publicación vendió 1400 copias en los Estados Unidos.

## Lista de canciones
Todas las canciones fueron arregladas por Rob Halford y Roy Z

| N.º | Título                       | Escritor(es)                      | Duración |  |
| 1.  | «Get Into the Spirit»        | Rob Halford, Roy Z, John Baxter   | 5:26     |  |
| 2.  | «We Three Kings»             | John Henry Hopkings Jr.           | 4:06     |  |
| 3.  | «Oh Come, oh Come, Emmanuel» | John Mason Eale                   | 4:38     |  |
| 4.  | «Winter Song»                | Sara Bareilles, Ingrid Michaelson | 5:38     |  |
| 5.  | «What Child is This?»        | William Chatterton Dix            | 4:27     |  |
| 6.  | «Christmas for Everyone»     | Halford, Roy Z                    | 3:06     |  |
| 7.  | «I Don't Care»               | Halford                           | 3:14     |  |
| 8.  | «Light of the World»         | Halford                           | 4:13     |  |
| 9.  | «Oh Holy Night»              | Adolphe Adam                      | 4:09     |  |
| 10. | «Come All Ye Faithful»       | John Francis Wade                 | 2:27     |  |

## Músicos
- Rob Halford: voz
- Roy Z: guitarra eléctrica
- Mike Chlasciak: guitarra eléctrica
- Mike Davis: bajo
- Bobby Jarzombek: batería

Músicos invitados
- Ed Roth: teclados